# فارنهام، یورک‌شر شمالی
فارنهام (به انگلیسی: Farnham) یک روستا و محله مدنی در بریتانیا است که در بخش هروگت واقع شده‌است. فارنهام ۱۸۹ نفر جمعیت دارد.